# Julien Fernandes Almeida
Julien Fernandes Almeida (Montluçon, Frankrijk, 16 maart 1985) is een gewezen middenvelder met de dubbele Portugese en Franse nationaliteit.
Hij startte zijn profloopbaan in 2005 bij de Portugese eersteklasseclub Vitória FC.  Tijdens de twee seizoenen die hij daar speelde, proefde hij kortstondig aan het Europees voetbal.  Beide UEFA-cup confrontaties gingen verloren tijdens de eerste ronde, respectievelijk tegen het Italiaanse UC Sampdoria en het Nederlandse SC Heerenveen.
Na deze Portugese start zette hij de overstap naar de lager genoteerde Spaanse ploegen Montañeros CF en SD Ciudad de Santiago.
Het was slechts vanaf het seizoen 2010-2011 dat hij weer opklom naar het in Segunda División A spelend FC Cartagena. De ambitieuze ploeg kende een slechte terugronde waardoor de ploeg op een teleurstellende dertiende plaats eindigde.  De ploeg werd voor het volgende seizoen totaal opnieuw opgebouwd en een van de slachtoffers was Julien.  Tijdens de voorbereidende fase van het seizoen 2011-2012 vond hij geen ploeg totdat hij op 30 augustus 2011 een nieuw contract ondertekende met zijn gewezen ploeg FC Cartagena. Door het missen van de voorbereidende fase kreeg hij enkel na de twaalfde wedstrijd een basisplaats.  Maar hij kon niet echt overtuigen.  Toen de ploeg zich niet kon handhaven paste hij niet meer in het project dat de club aan het uitbouwen was voor het seizoen 2012-2013.
Op het einde van de transferperiode had hij nog geen nieuwe uitdaging gevonden.  Einde september 2012 vond hij onderdak bij het Griekse Iraklis FC.  De middenvelder eiste onmiddellijk een basisplaats op bij deze Griekse middenmoter uit de tweede klasse.
Het daaropvolgende seizoen 2013-2014 vond hij onderdak bij reeksgenoot Aiginiakos FC.  Hij kon echter geen echte basisplaats afdwingen waardoor hij tijdens de winterstop overstapte naar het Chypriotische Enosis Neon Parekklisias, een ploeg uit de hoogste afdeling die in puntennood verkeerde.  De ploeg kon zich echter niet handhaven en de speler volgde de ploeg vanaf het seizoen 2014-2015 naar de lagere afdeling.  Na anderhalf seizoen werd zijn contract niet meer verlengd.
Op dertigjarige leeftijd keerde hij terug naar Spanje en tekende voor het seizoen 2015-2016 bij FC Jumilla, een nieuwkomer uit de Segunda División B.  Tijdens de winterstop van hetzelfde seizoen zou hij de ploeg wisselen voor een andere ploeg uit een andere reeks van de Segunda División B, CD Guadalajara.
Tijdens het seizoen 2016-2017 zou hij onder contract liggen van reeksgenoot CD Eldense.  De ploeg kende een moeilijk seizoen en met een twintigste plaats kon het behoud niet behaald worden.
Vanaf 2016-2017 stapte hij voor twee seizoenen over naar het Cypriotische AO Agia Napa, een ploeg uit de B' Kategoria.
In 2019 sloot hij aan bij LA 10FC, een ploeg uit de United Premier Soccer League, een professionele competitie in Zuid-Californië.
Tijdens de winterstop van het seizoen 2019-2020 keerde hij terug naar Spanje en tekende hij voor CD Guijuelo, een ploeg uit de Segunda División B.  Op het einde van het seizoen stopte hij met zijn voetbalcarrière.